# István Kis Szolnok
István Kis Szolnok (Szeged, 13 de gener de 1932 - Szeged, 14 de setembre de 2009) fou un futbolista hongarès de la dècada de 1950.

## Trajectòria
Començà la seva carrera al club Szegedi MTE fins que el 1948 fitxà pel club MTK Budapest, sota les seves diferents denominacions (MTK, Textiles, Bp. Bástya, Bp. Voros Lobogo). Amb el club hongarès guanyà dues lligues (1951, 1953) i una copa (1952). A començaments de 1957 realitzà una gira per Amèrica del Sud i Espanya amb el club Honvéd. Aquest mateix any acabà fitxant pel RCD Espanyol, on jugà durant tres temporades, amb 14 partits disputats a primera divisió i cinc gols marcats. El 1960 fitxà pel RCD Mallorca, on jugà durant una temporada. Fou el primer jugador estranger en marcar un gol a Primera amb el club balear. Un cop retirat s'establí a Viena, retornant a Szeged a la dècada de 1990.

## Palmarès
- Lliga hongaresa:
  - 1951, 1953
- Copa hongaresa:
  - 1952